# クナアン語
クナアン語（Leshon Knaan）は、西スラヴ語の系統を引くユダヤ諸語の一つ。かつてチェコで話されていたが、14-15世紀に消滅し、現在では死語となっている。クナアン語という名称は主としてユダヤ＝チェコ語をさすが、その他のユダヤ系スラヴ諸語をさす場合もある。
歴史的には、アシュケナジムが東進する前から東欧に居住していた少数のユダヤ人の言語とされる。スラヴ語の系統を引く点で、ゲルマン語系のアシュケナジムの言語であるイディッシュ語とは区別される。